# Reformierte Kirche Bremgarten

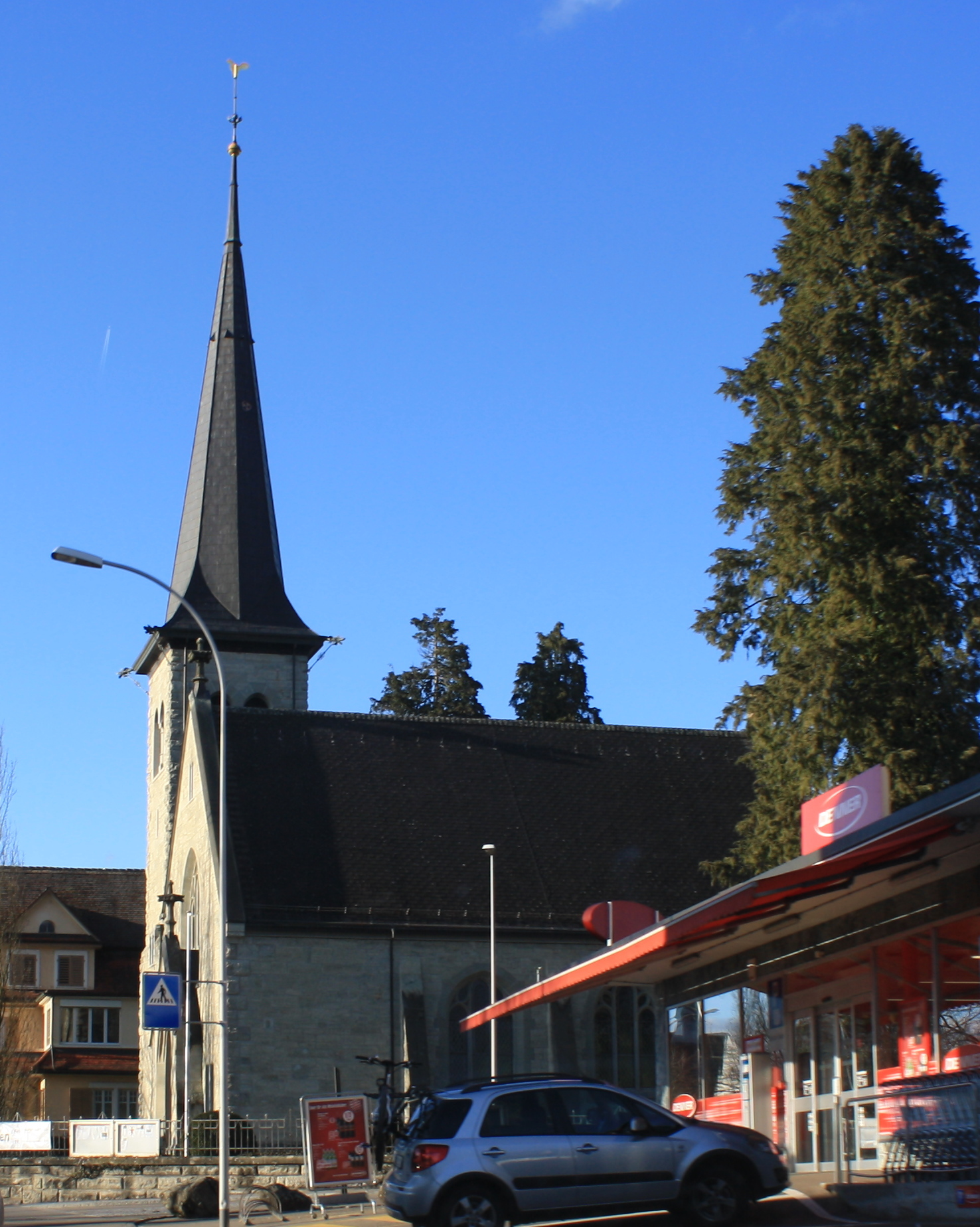
Reformierte Kirche Bremgarten

Die reformierte Kirche Bremgarten ist die reformierte Kirche des Städtchens Bremgarten im Schweizer Kanton Aargau und gehört der reformierten Kirchgemeinde Bremgarten-Mutschellen.

## Geschichte

### Vorgeschichte
Bremgarten war im Jahre 1529 die erste Gemeinde im Freiamt, die sich dem reformierten Glauben anschloss. Der Stadtpfarrer Heinrich Bullinger, Vater gleichnamigen Zwingli-Nachfolgers, war ein starker Verfechter der Reformation. Mit der Niederlage der Zürcher in der Schlacht bei Kappel endete jedoch die dreijährige reformierte Phase in Bremgarten und die Stadt wurde wieder altgläubig und Bremgarten blieb drei Jahrhunderte rein katholisch. Durch die Industrialisierung und die damit einsetzende stärkere Mobilität, kamen im 19. Jahrhundert die erste Reformierten ins Freiamt. Zunächst mussten die Bremgarter Reformierten nach Dietikon oder Ottenbach, wenn sie einen reformierten Gottesdienst besuchen wollten und für die Kinder gab es keine Möglichkeit Religions- oder Konfirmandenunterricht zu besuchen.
Als Anfang der 1840er-Jahre die neue Zürcherstrasse von Strafgefangenen gebaut wurde, da feierte die Reformierten jeden Sonntag einen Gottesdienst, der ebenfalls von den Reformierten aus Bremgarten und der Umgebung besucht wurde. Nach Fertigstellung der Strasse im Jahre 1842 entfiel diese Möglichkeit und die Reformierten organisierten sich ab 1845 in einer Kirchgenossenschaft. Der Stadtrat von Bremgarten überliess den Reformierten auf deren Antrag die Spittelkirche am Obertor für die Gottesdienste. Im Jahre 1846 trat dann der erste reformierte Pfarrer seit Bullinger in Bremgarten sein Amt an. Auf Betreiben des katholischen Pfarramts verbot der Stadtrat jedoch dem Pfarrer jegliche Amtshandlungen. Erst eine Beschwerde beim Regierungsrat erlaubte es dem reformierten Pfarramt Kasualien durchzuführen. Die Kirchgenossenschaft wurde im Jahre 1874 dann zu einer Kirchgemeinde erhoben und 1885 wurde mit Unterstützung des Protestantisch-kirchlichen Hilfsvereins ein Pfarrhaus gekauft, das 1889 abbezahlt war. So konnte die Äufnung eines Fonds für den Kirchenbau beginnen.

### Bau der Kirche
Im Jahre 1894 wurde für 6'514 Franken ein Bauplatz an der Lunkhoferstrasse erworben. Die Reformationskollekte, die 1898 der reformierten Kirche Bremgarten zugutekam und 38'000 Franken einbrachte, ermöglichte den Beginn der Bauarbeiten. Die geplanten Baukosten in Höhe von 105'000 Franken wurden durch die Reformationskollekte, den Baufonds in Höhe von 22'000 Franken, Pfrundgut in Höhe von 20'000 Franken und durch Gemeindekollekten in Höhe von 15'000 Franken gedeckt. Die Kirche, die laut Schlussabrechnung 104'626.30 Franken kostete, wurde am 30. September 1900 eingeweiht. Die zweimanualige Metzler-Orgel mit 11 Registern wurde 1963 eingeweiht.